# Les 7 jours du talion
Les 7 jours du talion (ook uitgegeven als 7 Days) is een Canadese thriller-horrorfilm uit 2010 geschreven en geregisseerd door Daniel Grou. Het verhaal is gebaseerd op dat in het boek Les sept jours du talion van Patrick Senécal, die dit zelf bewerkte tot filmscript. Les 7 jours du talion werd in 2011 genomineerd voor vijf Jutra Awards en vier Genie Awards.

## Verhaal
Het leven van Bruno Hamel en zijn vrouw Sylvie wordt bruut verstoord wanneer hun achtjarige dochtertje Jasmine wordt verkracht en vermoord. De politie arresteert al snel Anthony Lemaire als de vermeende dader. De resultaten van een DNA-test laten geen enkele reden voor twijfel. Hamel wacht Lemaires rechtszaak daarom niet af. In plaats daarvan onderschept hij het transport naar de rechtbank en ontvoert Lemaire. Die neemt hij vervolgens mee naar een zelfgebouwde martelkamer op een geheime, afgelegen locatie. Hamel laat de politie telefonisch weten dat hij Lemaire gedurende de volgende zeven dagen gaat vermoorden en zichzelf daarna aan komt geven.
Rechercheur Hervé Mercure gaat op zoek naar het tweetal. Hij verloor zelf zijn vrouw toen een winkeldief haar tijdens een overval doodschoot. De arrestatie en veroordeling van die dader schenkt hem weinig voldoening, maar hij wil toch voorkomen dat Hamel zelf een moord op zijn geweten krijgt.
Gedurende de volle zeven dagen die het Mercure kost om Hamel te vinden, onderwerpt die Lemaire methodisch aan gruwelijke martelingen. Hij weet dat de politie steeds dichterbij komt om hen te vinden, maar wijkt niet af van zijn plannen. Uiteindelijk bekent Lemaire dat hij Jasmine heeft vermoord en daarnaast nog drie andere meisjes. Hamel zorgt ervoor dat de ouders van de andere slachtoffers hiervan op de hoogte worden gesteld. Een van de moeders van de vermoorde meisjes keurt Hamels daden niettemin publiekelijk af. Daarop ontvoert hij haar om Lemaire met eigen ogen te komen zien.
Op dag zeven vindt Mercure Hamels verstopplaats. Hij praat vervolgens net zo lang op Hamel in tot die zich overgeeft vóór hij Lemaire vermoordt. Op vragen van een journaliste vertelt Hamel dat hij niet meer gelooft dat wraak rechtvaardig is, maar ook dat hij geen spijt heeft van wat hij heeft gedaan.

## Rolverdeling
- Claude Legault - Bruno Hamel
- Martin Dubreuil - Anthony Lemaire
- Rémy Girard - Hervé Mercure
- Fanny Mallette - Sylvie Bérubé
- Rose-Marie Coallier - Jasmine Hamel
- Dominique Quesnel - Maryse Pleau
- Pascale Delhaes - Diane Masson
- Daniel Desputeau - Gilles Médecin